# Nenetses
Os nenetses ou nenets são um povo de etnia samoieda que vive na Nenétsia, região autônoma do norte da Sibéria. Estima-se que cerca de 50 mil nenets estão vivendo na Rússia, conforme o censo de 2021.
Os Nenets são uma das maiores minorias étnicas da Rússia, conhecidos por sua criação de renas e vida nômade nas regiões de tundra. O povo Nenets referem-se a si mesmo usando os endônimos nenets', hasava (dialeto da tundra) e neshchang (dialeto da floresta), todos significando 'pessoa' ou 'homem'. A UNESCO reconhece os Nenets como línguas ameaçadas de extinção.
Ao longo da costa do Oceano Ártico, da Península de Cola à Região Autônoma de Taimir eles realizam uma migração anual de mais de mil quilômetros, movendo rebanhos gigantescos de renas das pastagens de verão do norte para pastagens de inverno ao sul do Círculo Polar Ártico, em um ambiente onde as temperaturas despencam para -50 °C . 
Atualmente eles enfrentam dois obstáculos à sua migração anual: as alterações climáticas e um gigantesco campo de gás natural implantado no seu território.  
Mantendo as tradições de seus ancestrais, vestem-se com peles de animais, utilizam trenós puxados por renas e constroem tendas chamadas "tchum", feitas de peles de renas, assim como suas roupas.
A economia dos pastores Nenets é impulsionada pela carne de rena e pelos chifres das renas que são exportados para a China como um estimulante sexual masculino. Além de seu valor de mercado, a carne de rena é uma fonte de alimento, abrigo, roupas, transporte, realização espiritual e meio de socialização. 
Embora um número significativo de Nenets tenham abandonado o estilo tradicional de vida e mesmo aqueles que ainda os mantém se utilizem de celulares e motoneves, muitos na península de Yamal ainda  preservam o estilo de vida dos ancestrais, mantendo a criação de renas e a pesca como suas ocupações principais. 